# WWE Vengeance 2003
WWE præsenterede d. 27. juli 2003, WWE Vengeance 2003 i Pepsi Center i Denver, Colorado. Showets hoved attraktion var Kurt Angles comeback til ringen, mod Brock Lesnar og Big Show.

## Resultater
- WWE Amerika Mesterskabet: Eddie Guerrero besejrede Chris Benoit
- Jamie Noble besejrede Billy Gunn
- APA Barroom Brawl: Bradshaw besejrede Doink the Clown, Brother Love, Spanky, Johnny Nitro, Matt Cappotelli, Orlando Jordan, Sean O'Haire, Påskeharen, Chris Kanyon, Shannon Moore, Matt Hardy og Faarooq
- WWE Tag Team Mesterskabet: Shelton Benjamin & Charlie Haas besejrede Rey Mysterio & Billy Kidman
- Sable besejrede Stephanie McMahon
- The Undertaker besejrede John Cena
- Vince McMahon besejrede Zach Gowan
- WWE Verdens Mesterskabet: Kurt Angle besejrede Brock Lesnar og Big Show